# Allactodipus bobrinskii
Allactodipus bobrinskii és una espècie de mamífer rosegador de la família dels dipòdids. Viu als deserts de Karakum i Khizilkhum (Turkmenistan i l'Uzbekistan). S'alimenta de les parts verdes de les plantes, llavors i, a la primavera, insectes. Els seus hàbitats naturals són les parts dels deserts que tenen el sòl argilós-sorrenc, argilós-gravenc o argilós-pedregós. És una espècie en risc mínim, és a dir, no sembla que hi hagi cap amenaça significativa per a la seva supervivència.